# Kalmar Pirates
Kalmar Pirates är en klubb från Kalmar i Sverige som spelar amerikansk fotboll. Orten Kalmar hade en gång i tiden ett lag i denna sport som hette "Kalmar Unicorns" men de fick lägga ner sin verksamhet på grund av spelarbrist. Några år senare kunde man återstarta ett nytt lag och den 6 maj 2006 inträdde Kalmar Pirates i det svenska seriespelet. 

## Kalmar Unicorns
- 1993: Började idén till ett amerikanskt fotbollslag ta fart, de första träningarna i unicorns historia hölls på sommaren 1993. Initiativtagarna till det hela var Peter Nilsson och Björn Persson.
- 1994: Var man med i seriespel för första gången och slutade på en 4:e plats av 5 lag i division 2 södra. Planen man spelade på var Fredrikskans konstgräsplan. Att nämna är även att huvuddelen av spelarna på den tiden var högskolestudenter.
- 1995: Spelade man i division 2 södra/västra som innehöll 9 lag, man slutade på en andraplats och hade möjligheten att gå upp i division 1 men valde att avstå. 1995 var även det första och enda året unicorns haft ett juniorlag, det gick väldigt bra man vann alla matcher man ställde upp i men drog sig ändå ur serien på grund av spelarbrist.